# Île de Penthaz
 (octobre 2017).
Si vous disposez d'ouvrages ou d'articles de référence ou si vous connaissez des sites web de qualité traitant du thème abordé ici, merci de compléter l'article en donnant les références utiles à sa vérifiabilité et en les liant à la section « Notes et références ».
L'île de Penthaz est une île de la Venoge, sur le territoire de Penthaz dans le canton de Vaud.